# LER (revista)
A LER é uma revista literária portuguesa, criada em 1987.

## História
Criada pela Fundação Círculo de Leitores para promover a literatura portuguesa, já teve periodicidade mensal, semestral, anual e é, actualmente, trimestral. A publicação começou por ser dirigida pelo seu mentor, o jornalista e escritor António Mega Ferreira, tendo tido depois, na coordenação, Paulo Alves Guerra, Francisco José Viegas (actual Director) e Mafalda Lopes da Costa.
Entrevistas com escritores nacionais e estrangeiros, crítica literária, divulgação de obras e de perfis de autores e publicação de textos inéditos fazem parte da linha editorial.